# 小井川村
小井川村（こいかわむら）は山梨県中巨摩郡にあった村。現在の中央市山之神・布施にあたる。

## 地理
- 河川：釜無川

## 歴史
- 1875年（明治8年）1月19日 - 巨摩郡山之神村・布施村が合併して小井川村となる。
- 1878年（明治11年）7月22日 - 郡区町村編制法の施行により、小井川村が中巨摩郡の所属となる。
- 1889年（明治22年）7月1日 - 町村制の施行により、小井川村が単独で自治体を形成。
- 1941年（昭和16年）2月11日 - 花輪村・忍村と合併して田富村が発足。同日小井川村廃止。

## 交通

### 鉄道路線
村域を鉄道省身延線が通過したが、駅は所在しなかった（ただし東花輪駅の敷地の大部分が所在）。本村の名を称した小井川駅は隣接する三町村に所在した。